# Comte Bittencourt
Plínio Comte Leite Bittencourt (Rio de Janeiro, 2 de março de 1957) é um professor e político brasileiro filiado ao Cidadania.

## Biografia
Exerceu quatro mandatos de deputado estadual e, nesse período, presidiu a Comissão de Educação da Assembleia Legislativa. É o atual presidente do Cidadania no Rio de Janeiro. Já exerceu anteriormente o cargo de vice-prefeito de Niterói na gestão de Godofredo Pinto do Partidos dos Trabalhadores (PT).
Em 2014, candidatou-se novamente a deputado estadual para a legislatura 2015-2019, sendo eleito com 36.155 votos.
Em setembro de 2016, Comte foi escolhido para ser o candidato a vice-prefeito de Niterói na chapa do então prefeito Rodrigo Neves, devido ao TRE ter impugnado o registro do então candidato ao posto Axel Grael. No mês seguinte, Comte é novamente eleito vice-prefeito da cidade, com a reeleição de Rodrigo. No entanto, alegando que a cidade precisava continuar tento um representante na ALERJ para enfrentar a forte crise no Estado, o deputado desistiu de assumir a prefeitura, pedindo uma licença até o final de 2017, de forma a continuar exercendo seu mandato de deputado estadual. No fim de 2017, acabou renunciando ao cargo de vice-prefeito, continuando na ALERJ em definitivo.
Nas eleições de 2018, Comte foi candidato a vice-governador do Rio de Janeiro na chapa do ex-prefeito carioca Eduardo Paes (DEM), anunciada em 5 de agosto de 2018 durante um encontro entre lideranças do DEM e do PPS no Museu de Arte Contemporânea (MAC), em Niterói. Na convenção estadual do Partido Popular Socialista (PPS), realizada no dia 2 de agosto de 2018, foi confirmado o apoio do partido à candidatura de Eduardo Paes para o Governo do Estado do Rio de Janeiro, que disputaria o segundo turno e ficaria em segundo lugar na eleição.
Em 16 de setembro de 2020, foi noticiada a exoneração de Pedro Fernandes do cargo de Secretário Estadual de Educação. A partir dessa data, por um período de alguns dias, a pasta foi chancelada pela então subsecretária Cláudia Lasry Martins. A nomeação oficial ocorreu em 25 de setembro.  Comte assumiu a pasta a convite do então governador interino Cláudio Castro (PSC). Comte assumiu o cargo em meio à Pandemia de COVID-19 no Brasil, em que discussões sobre 'volta às aulas' e a possível contaminação de alunos estavam em alta na opinião pública.  Ficou à frente da pasta por menos de um ano: deixou o cargo no início de junho de 2021, sendo substituído por Alexandre Valle. 